# 生酮氨基酸
生酮氨基酸（ketogenic amino acid）是指在体内能转化为酮体，即乙酰乙酸、β-羟丁酸和丙酮的氨基酸。
生酮氨基酸包括、亮氨酸，他们在分解过程中都可转变为乙酰乙酰辅酶A，再在肝脏中转变为乙酰乙酸和β-羟丁酸。

## 参阅
- 生糖氨基酸